# Живые люди-суверены
«Живые люди-сувере́ны», также известные как «живые люди» и «сувере́ны» — неформальное общественное движение, существующее в России, участники которого выступают за отказ от документов, удостоверяющих личность (могут не носить паспорта гражданина, заграничные паспорта, идентификационные номера налогоплательщика), и могут ставить подписи разноцветными ручками и прикладывать свои печати, а также считают оскорбительным и отрицают, что являются физическими лицами. Идеологической основой служат идеи движения суверенных граждан, существующего в США.

## История
Движение возникло в мае 2017 года в Сургуте. Основателем выступил бывший владелец компании по починке организационной техники Антон Николаевич Булгаков, называющий себя «представитель живого живорождённого человека, представителя Творца звать онтон из рода булгак сын николая», который провозгласил своей целью «Выйти из под юрисдикции РФ и не платить налоги, штрафы, кап ремонт, за домофон, за квартиру и т. д. при рождении открывается фирма с уставным фондом 650 000 долларов, набегают проценты за всю жизнь это всё можно истребовать восстановить СССР и граждан СССР — точнее уведомить и разбудить всех и самое главное — стать свободным и вольным». 18 октября 2018 года Булгаков по решению суда был принудительно помещён в психоневрологический диспансер. Этому предшествовали четыре привлечения к административной ответственности, включая административный арест по обвинению в неповиновении сотрудникам полиции и мелком хулиганстве за проведение «акции в защиту прав и свобод вольных людей». 19 декабря 2018 года апелляционный суд отменил это решение.

## Идеология
Сторонники Булгакова требуют называть себя «живыми живорождёнными человеками» и отказываются признавать себя гражданами России, противопоставляя себя «рабам системы». Они отказываются признавать российские паспорта (паспорт гражданина Российской Федерации, заграничный паспорт гражданина Российской Федерации), иные документы, ИНН. Участники движения используют следующие термины: «Человек Суверен хозяин земли Русской», «Верховный Бог Всея Вселенной ЖИВой МужЧина Суверен», «Планета Руссов», «ВЕЧЕ Руси», «Вольный Всенародный Союз», «Союз Суверенных Славянских Родов». Однако сторонники движения считают приемлемым паспорт гражданина СССР на том основании, что фамилия, имя и отчество в нём написаны не прописными буквами, как в российских паспортах современного образца.
Приверженцы движения заявляют, что при рождении на каждого человека открывается «счёт» в «институтах существующей мировой денежно-финансовой системы» на «пользование природными ресурсами Земли». Такой «счёт» находится «под ведомством Ватикана, Королевского Дома Великобритании, ООН». Свидетельства о рождении якобы могут использоваться на международном фондовом рынке как ценные бумаги.
Приверженцы движения утверждают, что английский король Генрих VIII в своё время якобы издал акт «Cestui Que Vie Act» («Зесцуюкеюакт») на «древнем французском языке», в котором предусмотрено, что тот человек, который 7 лет не проявлял себя живым, считается мёртвым, и что всё имущество людей, которые в течение 7 лет не заявили о себе как о живых, автоматически переходит во владение английского королевства. При этом статья 4 этого акта якобы предусматривает, что если тот человек, который уже признан мёртвым, объявит себя живым, то он должен будет получить своё имущество обратно, а также ему должны быть компенсированы доходы от использования этого имущества. Из этого делается вывод, что все люди Земли, которые не заявили о себе «в ООН, в Ватикане, Английском королевстве» как о живых, считаются с 7-летнего возраста мёртвыми, а их имущество и права автоматически перешли в собственность «Английского королевства». При этом «мёртвый человек» для «глобальной системы» переходит в статус «Персоны» («Лица», «Приведения», «Маски») — юридического объекта с удостоверяющими его личность свидетельством о рождении без согласия «живого человека».
Сам Булгаков, выступая перед своими сторонниками в Кисловодске, заявлял следующее: «Легенда, которая гуляет в интернете, гласит, что в 1666 году был издан некий акт, что все, кто не объявит себя живым в течение семи лет, считаются мёртвыми. Предыстория такая, что типа в Европе была чума какая-то и много кто вымер и, я так понял, правительство спряталось в подземелье или ещё куда-то». Кроме того, он утверждал, что «у каждого человека есть дата смерти, и она прописана во всех программах», местом хранения которых являются «базы данных в органах во всех», в которых, среди прочего, сообщается, что «дата смерти у всех одинаковая — это 31 декабря 1899 года».
Участники движения утверждают, что Российская Федерация имеет статус коммерческой управляющей компании, которая управляет территорией, гражданами, «правами РСФСР» и «правами СССР» на основании некоего тайного и незаконного поручения от президента РСФСР — Бориса Ельцина, Президента СССР — Михаила Горбачёва и «Суверена Российской империи» — Елизаветы II. То есть они утверждают, что Россия фактически является британской колонией, и поэтому не следует признавать полномочия российских государственных органов, так как они являются представителями «нелегитимных властей». Они утверждают, что люди рождаются с неотъемлемыми правами и могут выбирать, что делать с ними — использовать их или нет. Именно поэтому они должны объявить себя «живыми», получив соответствующее «свидетельство», и выйти таким образом из состояния «объекта залога». В таком случае, на основании статьи 4 «Зесцуюкеюакта», «Человек должен будет получить своё имущество обратно, и им не полученные доходы от использования его имущества за прошедший период времени нахождения этого имущества не в распоряжении объявившего себя Живым Человека, должны быть ему компенсированы».

## Проблемы с законом
Последователи движения вступают в конфликты в различных государственных учреждениях, банках, фактически блокируя их нормальную работу.
В июле 2018 года телеканал НТВ рассказал о приверженцах движения в Сургуте, которые обращались с жалобами в полицию на сотрудников налоговых инспекций, паспортных столов, банков и других учреждений за то, что те требуют у них документы и тем самым якобы нарушают их права.
В декабре 2018 года агентство «Камчатка-Информ» сообщило, что коммунальные службы Камчатского края стали получать десятки обращений от должников, называющих себя «суверенными живыми гражданами СССР», заявляющих, что отказываются признавать долги, и требующих прекратить присылать им счета.

## Оценки и критика
Заместитель председателя Экспертного совета по проведению государственной религиоведческой экспертизы при Министерстве юстиции РФ, профессор ПСТГУ А. Л. Дворкин, указывает, что «у них очень похожая аргументация, однако „живые человеки“ строят свой отказ от документов на оккультной и неоязыческой основе», поскольку «во всех их сайтах и страничках в соцсетях просматривается оккультная основа, явно родственная неоязыческому оккультному международному движению New Age (Новая эра)» и «их терминология — явно оттуда», хотя и «в отличие от приверженцев околоправославной штрихобоязни, которые предпочитают где-то прятаться и отсиживаться, они больше скандалят». Он отмечает сходство с ВИЧ-диссидентами, поскольку вся их мифология в целом схожа и работа ведётся по одному принципу, хотя «живые человеки» более радикальны, подчеркнув: «Мне кажется, что пока движение достаточно стихийно, но постепенно формируется в более жёсткую структуру. Судя по их представительству в интернете, „Движение живых суверенных людей“, оно же „Я часть Творца (Единого Безконечного Создателя)“ (орфография источника) ещё не слишком развернутое, но очевидно, что они изо всех сил стремятся к максимальному расширению».
Председатель юридического центра при Российской ассоциации центров изучения религии и сект юрист А. А. Корелов полагает, что «живых человеков» правильнее называть «организацией с признаками секты», поскольку существует «два варианта, если исследовать её происхождение». В первом случае «активный шизофреник проталкивает свои идеи», привлекает людей «по принципу психической индукции — это когда определённые манеры психически нездорового человека передаются здоровым — присоединяется всё больше людей». Либо в обществе, для его дестабилизации, увеличивается количество психически нестабильных людей и воздействовать на них, намеренно усиливают шизофренические настроения, которые, в том числе, могут распространять заранее внедрённые люди.
Преподаватель кафедры уголовного права РГУП, юрист-криминолог, судебный эксперт и религиовед И. В. Иванишко отмечает, что для «живых людей» «сама Российская Федерация, Правительство Российской Федерации, считаются колонией мирового правительства. А ФСБ, Генеральная прокуратура, МВД — это те люди, которые представляют нелегальное правительство. А, соответственно, им можно не подчиняться».
Руководитель Правозащитного центра Всемирного русского народного собора, профессор МГЛУ, религиовед Р. А. Силантьев отметив, что хотя «в нашей стране „свидетели СССР“ и „живые люди“ практически слились в единое движение», подчёркивает, что их «отличительной особенностью является „бумажный терроризм“, заключающийся в спаме судов и госучреждений тоннами обращений», хотя и обращает внимание на то, что «в некоторых случаях только „бумажным терроризмом“ дело не ограничивается — в США идеи „живых людей“ весьма популярны среди парамилитарных „милиций“, которые регулярно переходят от слов к делу и начинают партизанить против непонятливых чиновников». Кроме того, он указывает, что у «живых людей» существует своя собственная валюта, называемая «оккупационные рубли», за которые ими продаются различные документы: стоимость любого бланка документа составляет 2000 оккупационных рублей, личная печать — 1000, а личная печать со штамповальной подушкой — 1400. Силантьев высказывает мнение, что «правоохранителям всё меньше нравятся угрозы захвата власти, массовых беспорядков, призывы убивать судей и решения „советских судов“ о признании РФ террористической коммерческой организацией-оккупантом», и в качестве меры противодействия он предлагает привлечение участников движения к уголовной ответственности по статье 205 УК РФ.